# Hagenthal-le-Haut
Hagenthal-le-Haut – miejscowość i gmina we Francji, w regionie Grand Est, w departamencie Górny Ren.
Według danych na rok 1990 gminę zamieszkiwało 428 osób, 87 os./km².